# Orthonyx kaldowinyeri
Orthonyx kaldowinyeri – gatunek średniej wielkości ptaka z rodziny ziemnodrozdów (Orthonychidae), żyjący prawdopodobnie od późnego oligocenu po późny miocen. Szczątki kopalne odnaleziono w północno-zachodnim Queenslandzie w Riversleigh.

## Taksonomia
Gatunek opisany po raz pierwszy w roku 1993. Holotyp Orthonyx kaldowinyeri stanowi odnaleziona w Riversleigh zachowana w całości lewa kość udowa (femur). Nazwa gatunkowa kaldowinyer w języku Aborygenów oznacza „stary”.
Gatunek ten to najstarszy znany przedstawiciel ziemnodrozdów i jednocześnie najstarszy znany przedstawiciel jakiejkolwiek australijskiej rodziny ptaków, opisane w 2013 roku szczątki datowane są na późny oligocen do wczesnego miocenu.
Oba znaleziska pochodziły z Riversleigh – stanowiska leżącego w północno-zachodnim Queenslandzie i wpisanym na listę światowego dziedzictwa UNESCO. Prawdopodobnie gatunek cechowały podobne preferencje środowiskowe co inne ziemnodrozdy. Opisane w 2013 roku kości obejmowały 8 kości skokowych (tarsometatarsus).

## Holotyp
Kość udowa, wyszczególniona jako holotyp, ma długość 19,7 mm, a na końcu bliższym osi ciała szerokość 6,1 mm. Jest więc krótsza niż u wyróżnianych w 1993 roku gatunków, ziemnodrozda dużego (O. spaldingii) (30,2–33,2 mm długości) i kolcosternego (O. temminckii) (23,3–24,7 mm długości). Kość udowa krótsza także od kości udowej Orthonyx hypsilophus.